# Местеакан (Брад)
Местеакан (рум. Mesteacăn) насеље је у Румунији у округу Хунедоара у општини Брад. Oпштина се налази на надморској висини од 295 m.

## Становништво
Према подацима из 2002. године у насељу је живело 615 становника, од којих су сви румунске националности.